# Neoovularia nomuriana
Neoovularia nomuriana är en svampart som först beskrevs av Pier Andrea Saccardo, och fick sitt nu gällande namn av U. Braun 1992. Neoovularia nomuriana ingår i släktet Neoovularia, divisionen sporsäcksvampar och riket svampar.   Inga underarter finns listade i Catalogue of Life.